# Megaro Andrea Syngrou

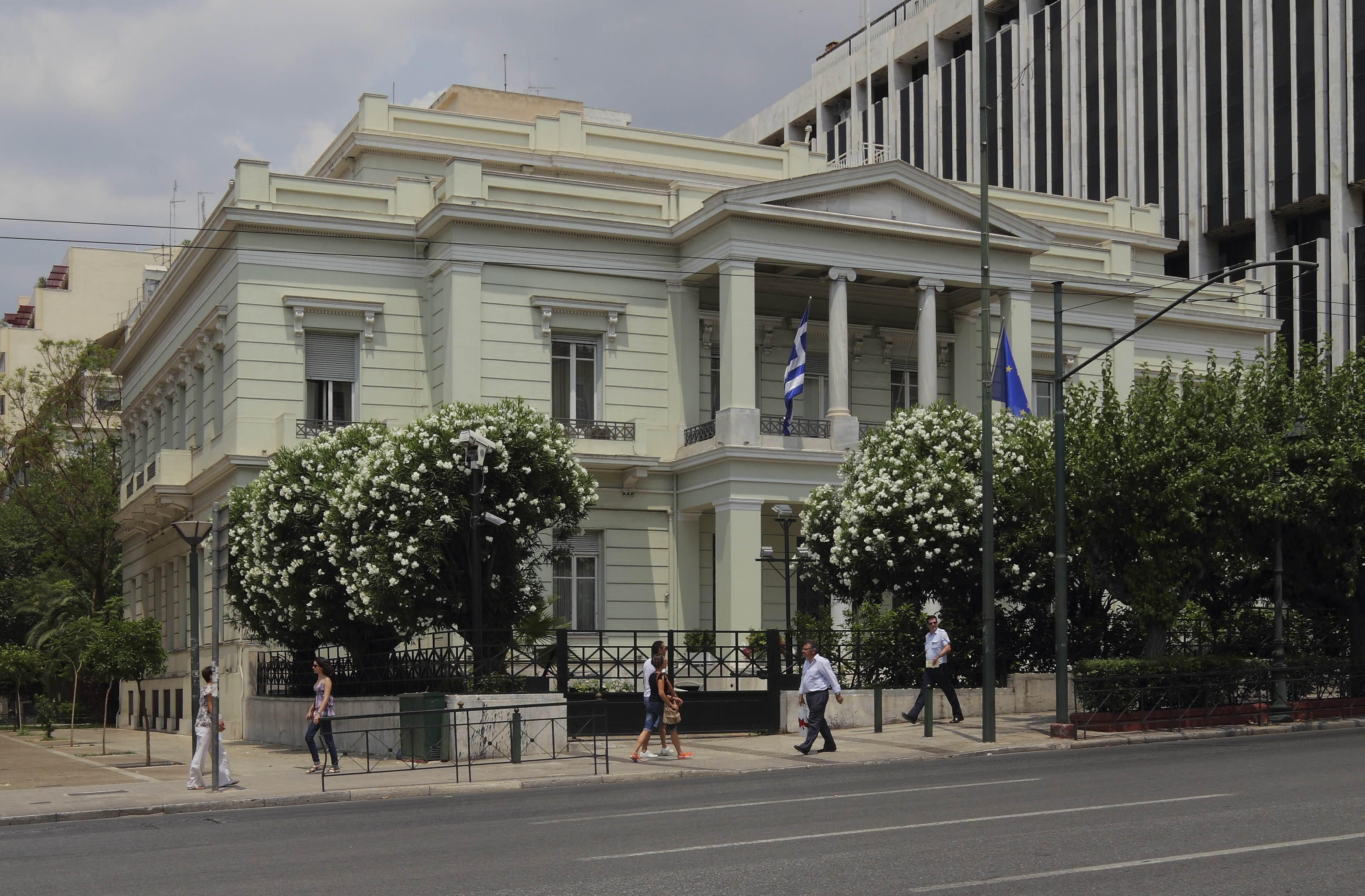
Megaro Syngrou

Der Megaro Andrea Syngrou (griechisch Μέγαρο Ανδρέα Συγγρού), ein Stadtpalais von Athen, ist heute der Sitz des Griechischen Außenministeriums. Er befindet sich an der Mündung der Leoforos Vasilissis Sofias und der Odos Zalokosta auf der Nordseite des Parlamentsgebäudes.

## Geschichte
Der Palais wurde durch den wohlhabenden Auslandsgriechen Andreas Syngros (Ανδρέας Συγγρός, 1830–1899), einen Bankier aus Konstantinopel erbaut. 1871 hatte sich dieser entschlossen ausschließlich in Athen zu leben. Er erwarb 1872 den Bauplatz an der damaligen Odos Kifisias, der heutigen Leoforos Vasilissis Sofias, für 65.000 Drachmen.
Das neoklassische Gebäude gegenüber dem Alten Königspalast Ottos wurde 1872–1873 nach Plänen des deutschen Architekten Ernst Ziller erbaut. Die ursprünglichen Pläne von Ziller wurden, wie Syngros es in seinen Memoiren (1908) berichtet, durch seine Intervention abgeändert "und dadurch außerordentlich kunstlos."
Die Errichtung des Palais überwachte zunächst der Militäringenieur Nikolaos Soutsos und später der französische Architekt Piat, der auch die Innenausstattung plante. Piat war gegen Ende des 19. Jh. mit Unterstützung der französischen Botschaft in Athen aktiv und war Syngros durch einen französischen Freund vorgestellt worden. Zu seinen Werken gehört der Megaro Athinogenous und der Bau der Französischen Archäologischen Schule von Athen.
Andreas Syngros war verheiratet mit Ifigenia Mavrokordatou. Nach ihrem Tod vererbte Ifigenia Mavrokordatou-Syngrou das Gebäude an das Griechische Volk „zur dauerhaften Nutzung für das Außenministerium“.
Das Gebäude erfuhr bedeutende Veränderungen in den 1930er- und 40er-Jahren. Vor allem die Angleichung der Höhe des Vordaches am Haupteingang auf die Höhe des Gebäudes und die Überdachung mit einem dreieckigen Giebel gehören zu den neoklassischen Charakteristika. 1976 wurde das Gebäude vom Kultusministerium unter Denkmalschutz gestellt.